# Ілім-Ілімма I
Ілім-Ілімма I (*д/н — бл. 1525/1524 до н. е.) — останній цар держави Ямхад близько 1550—1525/1524 років до н. е.

## Життєпис
Син царя Абба'ела II. Посів трон близько 1550 року до н. е. Продовдив внутрішню і зовнішню політику попередника. Зумів зміцнити північні кордони держави. Уклав політичний і династичний союз з містом-державою Емар. Зумів повністю підкорити область Нухашше.
Про власне панування обмаль відомостей. Ймовірно невдовзі стикнувся з мітанніською загрозою. вів війни за різними версіями з царем Шуттарною I або Парраттарною I. Останнього згадує Ідрімі, син Ілім-Ілімми I. Проте можливо лише у зв'язку з власним конфліктом. Але відповідно до середньої хронології ворогом царя Ямхаду ймовірніше був Шуттарна I.
Зрештою Ямхад зазнав поразки від Мітанні близько 1525/1524 року до н. е. Столицю держави — Халап — було захоплено супротивником, сам Ілім-Ілімма I напевне загинув. Намісником Халап було поставлено мітаннійського царевича Телепіна.
Частина його родини втекла до Емару. З цим фактично припинилося існування Ямхаду, хоча низка дослідників вказують на рік 1517 до н. е., коли Ідрімі офіційно оголосив утворення нової держави Мукіш.